# Бадези
Бадѐзи (на италиански: Badesi) е село и община в Южна Италия, провинция Сасари, автономен регион и остров Сардиния. Разположено е на 102 m надморска височина. Населението на общината е 1909 души (към 2010 г.).